# Kostel svatého Jiří (Bludov)
Kostel svatého Jiří v Bludově je v dnešní podobě výsledkem historické přestavby staršího středověkého kostela. Na kostel navazuje hrobka Žerotínů. Součástí areálu jsou památkově chráněné barokní sochy Nejsvětější Trojice a sv. Jana Nepomuckého a kamenný kříž .

## Historie
Původní bludovský kostel zasvěcený svatému Jiří mučedníku byl dřevěný a postaven byl patrně před rokem 1350. Zanikl v průběhu 15. století a na jeho místě byl vystavěn menší kamenný kostel bez věže.
Kostel má středověké jádro (obvodní zdi západní části lodi), k němu byla koncem 16. století přistavěna věž s nízkými okénky střílnového typu. Celý kostel byl barokně upraven v letech 1764-68 (kněžiště, sakristie s oratoří), byly vytvořeny boční dřevěné balkony přístupné schodišti přistavěnými podél věže. Věž byla zvýšena na 19 m a získala barokní podobu. V roce 1832 byl zrušen hřbitov kolem kostela. V r. 1837 byl kostel pro havarijní stav uzavřen a následovala radikální přestavba. V letech 1837–1838 byl kostel zvětšen do dnešní podoby prodloužením lodi o tři klenební pole na východ, původní sakristie byla změněna na kapli a na protější straně přistavěna boční kaple s oratoří v patře. Loď kostela byla zaklenuta křížovými klenbami. Nová sakristie byla postavena nad hrobkou pánů ze Žerotína umístěnou ve svahu a přístupnou samostatným vstupem. Kostel byl slavnostně vysvěcen v r. 1838 V roce 1841 byla provedena vestavba klasicistního kůru a přistavěna vstupní předsíň. V r. 1887 byl nově osazen hlavní oltář. V sedmdesátých letech 20. století byla provedena úprava interiéru. Byly odstraněny oba boční oltáře, hlavní oltář byl upraven a byla odstraněna mřížka oddělující presbytář od hlavní lodi. Na začátku 80. let 20. století bylo provedeno statické zajištění kostela - celý kostel byl ve výši nadokenních parapetů stažen ocelovými lany, čímž bylo zabráněno dalšímu rozevírání klenby uprostřed stropu. V letech 1987-1988 byla provedena generální oprava maleb. V roce 1992 byl vysvěcen nový obětní stůl. Roku 1996 byla mědí oplechována střecha a položen nový chodník.

## Popis kostela
Orientovaná podélná jednolodní sálová stavba na východě půlkruhově uzavřená. V prodloužení stavební osy přiléhá sakristie, pod ní hrobka přístupná z úrovně terénu pod svahem. Na bocích sálu čtyřboké kaple s oratořemi v patře, v ose západního průčelí předstupuje hranolová věž. Vstup do kostela podvěžím, chráněn sloupovým portikem. V západní části lodi hluboká hudební kruchta na toskánských sloupech.
Hlavní oltář s obrazem sv. Jiří-drakobijce zahrnuje sošky evangelistů, velké sochy sv. Cyrila a Metoděje a sochu Krista. Pro výmalbu stropu byla použita technika tzv. průmyslové výmalby, na Moravě ojedinělá. Strop nese tři hlavní kresby: Spasitel, sv. Rodina a sv. Cecilie. Dvě malovaná okna byla pořízena koncem 19. století, další dvě s obrazy zemských patronů Václava a Ludmily až v r. 1946. Historicky nejstarší součástí inventáře kostela je kamenná křtitelnice tvaru kalicha s lichtenštejnským aliančním znakem. Varhany byly pořízeny v r. 1929. Nejstarší zvon ve věži pochází z r. 1599 a ulil jej Jan Wolf v Olomouci. V r. 1999 byly pořízeny další dva nové zvony, které ulila firma Manoušek Zbraslav.

## Areál kostela

### Žerotínská hrobka

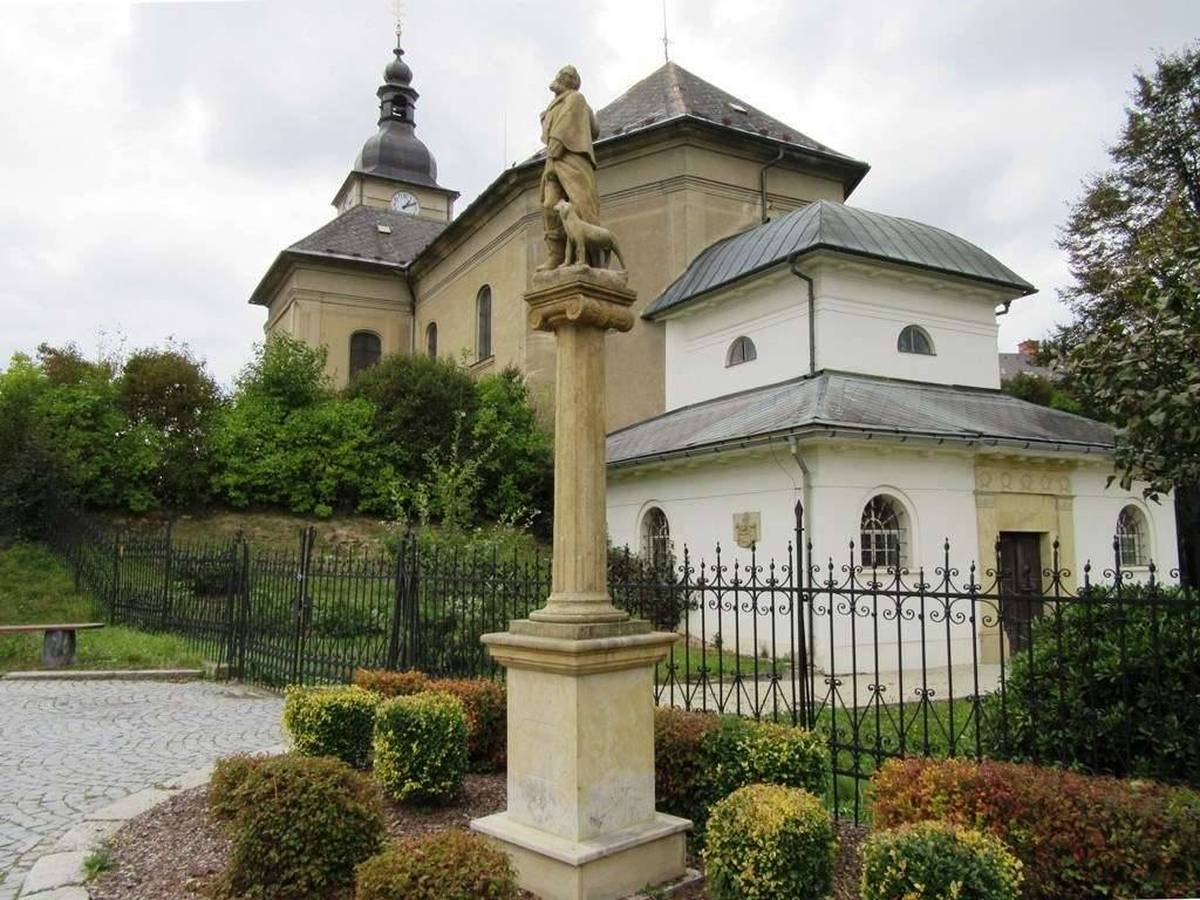
sloup se sochou svatého Rocha, za ním hrobka Žerotínů a kostel svatého Jiří

Roku 1802 Žerotínové natrvalo přesídlili z Velkých Losin do Bludova a v letech 1837-8 nechali postavit pod sakristií kostela sv. Jiří novou rodinnou hrobku. Jedná se o jednoduchou stavbu se čtyřmi zamřížovanými obloukovými okny a prostým empírovým vchodem. Na jižní stěně hrobky je druhotně osazen žerotínský erb. V hrobce jsou uloženy ostatky nejvýznamnějšího představitele rodu, Karla Staršího ze Žerotína (1564-1636) a dalších příslušníků rodu, poslední z r. 1985.

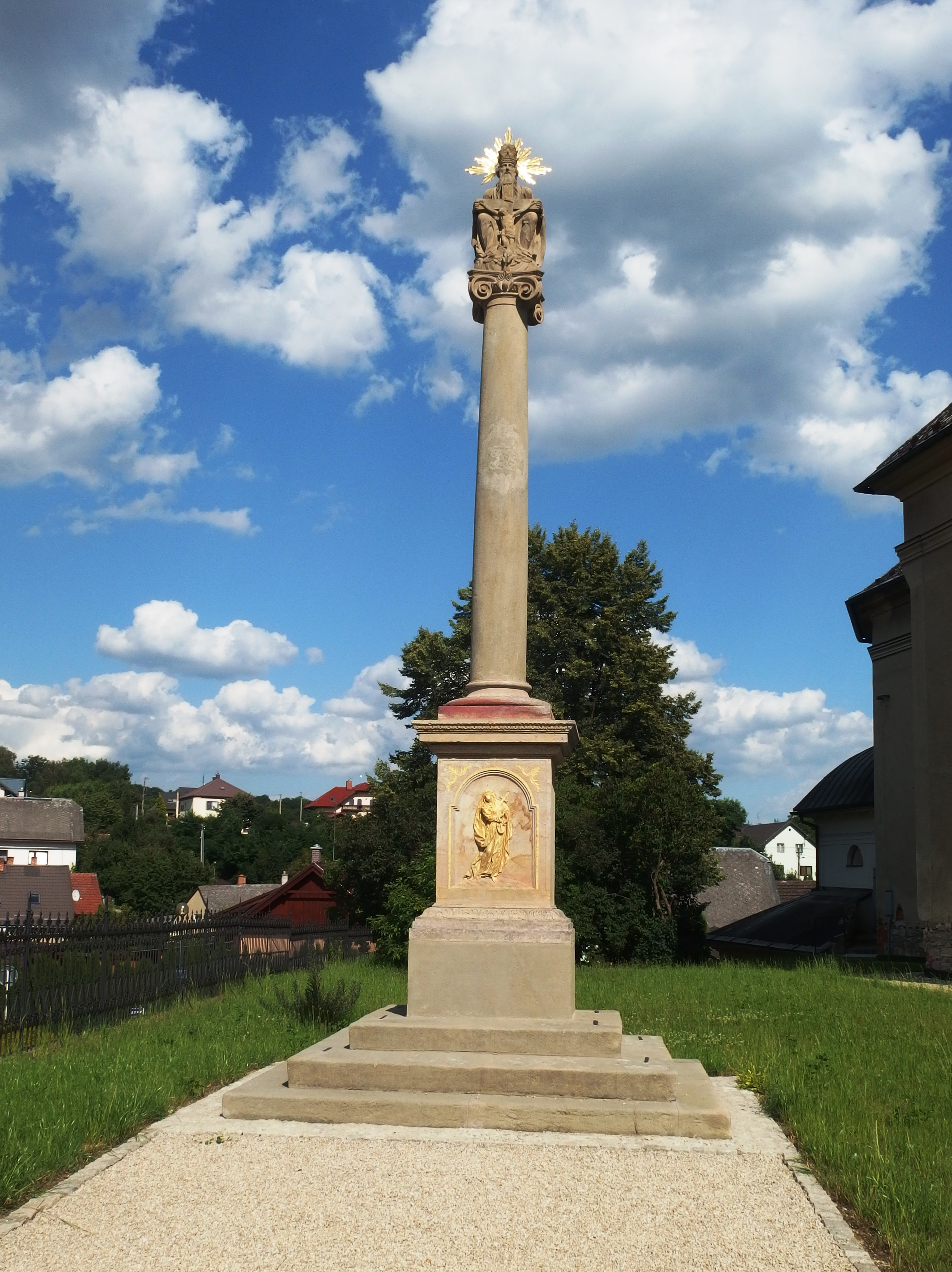
sloup Nejsvětější Trojice

### Sloup Nejsvětější Trojice
Volně v areálu kostela stojící barokní sousoší místní provenience. Pískovcová skulptura je tvořena podstavcem, na kterém je osazen ionský sloup se sousoším Nejsvětější Trojice. Datováno r. 1859. Památkově chráněno od r. 1958.

### Socha sv. Jana Nepomuckého
Kvalitní polorustikální sochařská práce s barokními reminiscencemi. Doklad vyspělého kamenosochařství na severozápadní Moravě v období klasicismu. Bohatě zdobený vysoký podstavec s reliéfem pražského mostu a mučedníka. Socha světce stojí na soklu, který je ozdoben reliéfem jazyka. Datováno r. 1818. Památkově chráněno od r. 1958.

### Kamenný kříž
Stojí na jižní straně kostela. Původně se zřejmě jednalo o hlavní kříž na hřbitově, který byl zrušen v r. 1832. Opraven byl v r. 1884.